# Late Nights: The Album
Late Nights: The Album è il terzo album in studio del cantautore statunitense Jeremih, pubblicato nel dicembre 2015 da Def Jam Recordings.

## Accoglienza
Il disco è stato inserito nella classifica dei migliori album del 2015 secondo Pitchfork alla quarantunesima posizione.

## Tracce
1. Planes (featuring J. Cole) – 4:00
2. Pass Dat – 2:53
3. Impatient (featuring Ty Dolla $ign) – 4:05
4. Oui – 3:58
5. Drank – 2:50
6. Giv No Fuks (featuring Migos) – 4:51
7. Feel Like Phil – 2:58
8. Royalty (featuring Big Sean & Future) – 4:14
9. I Did (featuring Feather) – 4:06
10. Actin' Up – 3:52
11. Remember Me – 2:55
12. Don't Tell 'Em (featuring YG) – 4:26
13. Woosah (featuring Juicy J & Twista) – 5:29
14. Worthy (featuring Jhené Aiko) – 3:33
15. Paradise – 3:37